# 200
Năm 200 là một năm trong lịch Julius. 